# Bactris constanciae
Bactris constanciae é uma espécie de planta com flor da família Arecaceae. É encontrada no Brasil, Guiana Francesa, Guiana e Suriname.